# Solfeggietto
Solfeggietto in do minore (H 220, Wq. 117: 2) è un breve brano per tastiera solista in do minore composto nel 1766 da Carl Philipp Emanuel Bach. L'indicazione di tempo è prestissimo.

## Qualità
L'opera è insolita per un brano composto per uno strumento a tastiera in quanto circa il 50% del brano è monofonico. Il brano è comunemente assegnato agli studenti di pianoforte e compare in numerose antologie; dal punto di vista didattico promuove l'esecuzione di un ritmo di sedicesimi regolari alternando le mani.

## Esecuzioni
Il brano è presente nelle discografia di molti musicisti jazz. Il pianista jazz Bud Powell suona il Solfeggietto per intero prima di improvvisare nel suo " Bud on Bach " del 1957.  Anche nell'album Swinging the Classics on MPS del 1965 di Eugen Cicero è presente una sua versione del brano. È presente anche una versione jazz per clarinetto nell'album Breaktrough del 1985 di Eddie Daniels insieme alla Philharmonia Orchestra. Più recente è la versione del 2024 di Luca Sestak nell'album in trio Lighter Notes. 
Il pianista canadese Marc-André Hamelin ha arrangiato il brano con voci aggiuntive come Solfeggietto a cinque per pianola. Il pezzo appare in Breaking Bad, nel terzo episodio della quinta stagione, interpretato da Skinny Pete ( Charles Baker ).  Il brano è presente nella colonna sonora del videogioco del 1989 The Thor Trilogy.